# Перия-пуранам
Перия-пуранам (там. பெரிய‌ புராண‌ம்), что означает великая пурана или эпос, иногда также называемая Тируттонтар-пуранам (пурана о святых преданных) — тамильское поэтическое описание жизни легендарных 63 наянаров, канонических поэтов тамильского шиваизма. Она была составлена Секкиларом в XII веке. Перия-пуранам является частью свода канонических произведений шиваизма.
Перия-пуранам или Великая Пурана (жизнеописание 63 шиваистских наянаров, поэтов бога Шивы) была составлена и записана Секкиларом, сочинившим литургические поэмы Тирумурай, который в дальнейшем сам был канонизирован, а его произведение стало частью священного канона. Среди всех агиографических пуран на тамильском языке Тируттонтар-пуранам или Перия-пуранам Секкилара, сочинённая в период правления Кулоттунги Чолы II (1133—1150), занимает главное место. Она содержит свидетельство торговли с Западной Азией.

## Предыстория
Секкилар был поэтом и главным министром при дворе царя Чолы Кулоттунги Чолы II. Кулоттунга Чола II был истым преданным господа Шивы Натараджи Чидамбарама. Он продолжил восстановление центра тамильского шиваизма, начатого его предками. Однако Кулоттунга II восхищался также джайнским эпосом Дживака-чинтамани.
Дживака-чинтамани — это изысканный эпос, содержащий эротическую изюминку под названием Шрингара Раса. Вкратце, герой эпоса, Дживака, сочетая героизм и любовный напор, женится на семи девушках и получает царство. В конце, осознав преходящую сущность всего, чем он обладал, он отказывается от своего царства и после длительного тапаса или медитации достигает нирваны.
С целью отвратить Кулоттунгу Чолу II от такого еретического произведения, как Дживака-чинтамани, Секкилар предпринял написание Перия-пуранам.

## Перия-пуранам
Изучение Дживака-чинтамани Кулоттунгой Чолой II глубоко задело Секкилара, который был очень религиозен по природе. Он убедил царя отказаться от погони за греховной эротической литературой и вместо этого обратиться к жизнеописаниям шиваистских святых, прославленных Сундарамурти Наянаром и Намбияндаром Намби. В связи с этим царь предложил Секкилару изложить жизни шиваистских святых в великой поэме. Будучи государственным министром, Секкилар имел доступ к жизням святых и после того, как он собрал данные, он написал поэму в Тысячеколонном зале храма Чидамбарама.
Это произведение считается самым важным начинанием правления Кулоттунги Чолы II. Несмотря на то, что это лишь литературное обрамление более ранних агиографий шиваистских святых, сочиненных Сундараром и Намбияндаром Намби, из-за высочайшего класса литературного стиля она стала рассматриваться как образец высокого уровня культуры Чолы. Перия-пуранам стала считаться подлинной пятой Ведой в тамильском языке и немедленно заняла своё место в качестве двенадцатой и последней книги шиваистского канона Тирумурай. Она считается одним из шедевров тамильской литературы и по праву знаменует собой Золотой век династии Чола.

## Значимость
Все святые, упомянутые в этой эпической поэме, являются историческими, а не мифическими личностями. Таким образом, это — записанная история 63 шиваистских святых, называемых наянарами (преданных бога Шивы), достигших освобождения благодаря своей нерушимой преданности Шиве. Наянары, о которых в ней повествуется, принадлежали разным кастам, занимались разными видами деятельности и жили в разное время.